# Heiligenberg
Heiligenberg (en alsacià Hellebari) és un municipi francès, situat a la regió del Gran Est, al departament del Baix Rin. L'any 1999 tenia 562 habitants.
Forma part del cantó de Mutzig, del districte de Molsheim i de la Comunitat de comunes de la Regió de Molsheim-Mutzig.

## Demografia
| 1962 | 1968 | 1975 | 1982 | 1990 | 1999 |
| ---- | ---- | ---- | ---- | ---- | ---- |
| 326  | 350  | 464  | 508  | 535  | 562  |

## Administració
| Període | Identitat | Partit |
| ------- | --------- | ------ |
| 2001-   | Guy Ernst |        |